# Mas Bremona (Argentona)
El Mas Bremona és una obra d'Argentona (Maresme) protegida com a Bé Cultural d'Interès Local.

## Descripció
Masia de tipus basilical amb tres cossos perpendiculars a la façana i dos de paral·lels al darrere, amb coberta lateral.
Destaca la façana amb un portal d'arc de mig punt de 13 dovelles, i tres finestrals gòtics conopials al pis de la primera meitat del segle xvi. L'interior presenta una entrada amb tres portals de pedra en els laterals, el portal d'accés al celler, i l'escala de pedra, amb un espiell. El celler, que ocupa els dos cossos del darrere, té una gran columna central. En la paret de tramuntana hi ha l'accés a l'hipogeu que mitjançant forces girs acaba en una petita sala circular. A la cambra de la dreta de l'entrada hi ha la cuina, molt modificada però que conserva un rentamans. Al pis destaca la sala, amb sostre de bigues, i que destaca especialment per tres portals rodons del segle xiii o XIV i un de quadrat. En la paret de la façana hi ha un rentamans. Finalment les golfes, d'un sol cos com correspon a una masia de tipus basilical, només destaca per l'encavallada de bigues.
També està catalogada la mina d'abastiment de la masia (d'uns 500 m), situada a la banda XW, on es conserva amb el safareig i la font.